# 小木乃伊到我家
《小木乃伊到我家》是空木翔創作的日本漫畫作品，於comico（NHN comico）進行連載。單行本已經出版20冊。

## 故事簡介
某一天，作品主角、男高中生柏木空收到一份來自自稱是冒險家的爸爸從埃及寄過來的超大型包裹。他最不期望的就是看到一個嬌小的木乃伊自行打開包裹並從裡面走出來，而那個木乃伊只有空的手掌大小。隨著故事的發展，越來越多不可思議的生物相繼出現，有小鬼、龍甚至是夢貘！

## 登場人物

### 主要人物與夥伴
柏木空（配音：田村睦心、津田美波〈小學生、幼少〉；陳灝瑋、黃昕瑜〈小學生、幼少〉（香港））
本作主角。橘色頭髮，瞳孔是橘金色的，頭頂有根會隨著感情晃動的呆毛，呆毛是空的本體（他月：不管發生什麼事，只要抓住-那根-（呆毛）他就會變得乖乖的）。生日是5月5日（立夏）。身高167公分。運動神經極好，強項是體育及料理，除了英文外無所不能。看得懂甲骨文。很溫柔，愛照顧人。只要被他人依賴，就會赴湯蹈火，有時候會自我犧牲（不過都會被他月阻止）。開朗、社交能力強，因此朋友很多。在故事開始時，空收到遠在埃及的爸爸送來裝著小伊的包裹。有鑒於爸爸的不良前科，一開始空很警惕小伊，但是空很快地就與小伊培養出感情。
別人對他的稱呼：柏木（他月），小空（小茂），空君（空同學）（大地、楓），空（木蓮）
小伊（配音：茅野愛衣；林元春（香港））
從埃及來的木乃伊，屬於神秘生物。目前住在小空家。時常無意識的賣萌，開心的時候會冒小花花。由小空取名。
神谷他月（配音：河本啟佑、關根明良〈小學生、幼少〉；陳耀楠、袁淑珍〈小學生、幼少〉（香港））
藍髮，瞳孔為金褐色，瀏海總是蓋住右眼，但沒睡飽或者認真的時候會把瀏海往後梳。生日是7月7日（小暑）。身高175公分。右手有傷痕。空的青梅竹馬兼摯友兼同班同學。兩人是在幼稚園認識，當時是他月先去找空聊天。個性較為多慮，一般情況下也比小空冷靜。看起來冷酷，其實很有義氣，因為無法不管與自己深交的人，因此會盡量避免與人扯上關係。頭腦很好，常常教空英文，也會教妹妹數學。視力非常好，前弓道社。
稱呼：他月（空），小他；他醬（小茂），阿神(神君)（大地），他月君（楓）
（配音：茅野愛衣；陳皓宜（香港））
流浪的小鬼，不可思議的生物。住在他月家。雖然一開始是自己賴著不走，但他月也漸漸接受了他的存在，並表示自己右手前臂有跟他月一樣的傷疤。喜歡玩他月的瀏海。特徵是比「讚」。至於名字，他月說因為是「小鬼」所以用可尼（日文「小鬼 →  →  →  → 」）取名。
茂木朝（配音：茜屋日海夏；成瑤孆（香港））
主角群中唯一的女生。有著紅褐色長髮，平時都綁成雙馬尾，斜瀏海。粉色雙眼。身高148公分。生日是3月3日(女兒節)。個性天真無邪、友善，喜歡被叫暱稱「小茂（もぎ）」。有著一股驚人的怪力（遺傳自媽媽）。和小空因為龍的事而熟識起來。怕蜥蜴。
別人對她的稱呼：小茂（空、他月），小朝（大地、楓）
（配音：高橋伸也；劉惠雲（香港））
龍，為稀有的不可思議生物。能飛，但是飛不遠（五公尺左右）。十分聰明，會寫字。是和主角群有關的不可思議生物之中最成熟的和最大的。由小茂取名。
立秋大地（配音：山下誠一郎；梁偉德（香港））
主角群中最晚出場的人。金色頭髮，綠色瞳孔，身高184公分。生日是1月1日（元旦）。從小學時期開始只要一睡著就會做噩夢，獨自在外居住的原因是他在小的時候不小心摔破了昂貴的花瓶被父親懲處，而且每次從噩夢驚醒過來時會大叫和眼神總是憔悴的模樣，這也讓班上同學和其他學生都不敢靠近他。後發現做惡夢的原因為小時候飼養的惡魔帕克被收藏家殺害而被波及。
稱呼：大地（空），立秋（他月），小大（小茂）
（配音：山下誠一郎；李潤知（香港））
夢貘，移動速度跟音速差不多，為了吃掉大地的噩夢而跑來大地家（原因另有隱情）。可以吃掉別人的噩夢和控制在睡夢中的人的行動（像是開窗戶讓牠進去），名字是大地取的，其實大地原本想幫牠取古代風滿滿的名字（左右衛門之類的），但是在定好前牠就先記住胖嘟嘟這個名字了。毛很柔軟，且有肉球。
柏木楓（配音：茅野愛衣；劉惠雲（香港））
小空的姑姑。紫色長髮以及雙瞳。是很出名的藝人。個性十分溫柔但卻少根筋。一戴上眼鏡就會瞬間變成另一個人（楓大人）。
（配音：高田紗希衣；李潤知（香港））
空家養的狗。據說是可以活數百年的狗，灰黑色的毛，腳部是白色的。很有教養。
小阿（配音：中尾隆聖；張炳強（香港））
從埃及來的附喪神（附在阿努比斯的雕像上，不會動但是會說話），會預言。暱稱是自己取的，喜歡幫別人取暱稱。

### 柏木家
柏木木蓮（配音：松山鷹志；葉振聲（香港））
小空的父親，自稱冒險家。從埃及寄小伊＆小阿給空。真實身分為保護官。

### 神谷家
神谷月夜（配音：中小路雅海；何寶珊（香港））
他月的妹妹。有點傲嬌。喜歡空。

### 其他
保護官
負責保護神秘生物。
收藏家（配音：周倚天（香港））
非法捕獵神秘生物並以高價賣出的人，也是保護官追捕的對象。
神明大人
凹十津神社的神明。平常空他們去上學時，為了安全，會把小伊他們寄放在神社裡，由神明大人照顧。
地藏菩薩（配音：三好翼（日本）；盧國權（香港））
凹十津神社外的地藏菩薩，附喪神。
帕克
惡魔。惡魔很弱小，很容易死掉。死的時候會詛咒離自己最近的人。是死後唯一會轉生的種族。由於世界上只有七隻惡魔，所以很稀有。
在被收藏家追捕時受了傷，小時候的大地救了牠。名字是大地取的。
鈴木（配音：花倉洸幸（日本）；李安邦（香港））
空的同學。
田中（配音：峯田大夢（日本）；曹啟謙（香港））
空的同學。

## 出版書籍
- 空木祥《小木乃伊到我家》，日本NHN comico（日语：NHN JAPAN）〈action comics comico BOOKS〉，目前出版20冊（2024年12月）。台灣由青文出版社發行。

| 冊數 | NHN comico     | NHN comico             | 青文出版社     | 青文出版社             |
| 冊數 | 發售日期       | ISBN                   | 發售日期       | EAN                    |
| ---- | -------------- | ---------------------- | -------------- | ---------------------- |
| 1    | 2016年2月12日  | ISBN 978-4-575-84750-5 | 2018年1月11日  | EAN 471-801-602-745-9  |
| 2    | 2016年7月12日  | ISBN 978-4-575-84822-9 | 2018年2月5日   | EAN 471-801-602-803-6  |
| 3    | 2016年11月11日 | ISBN 978-4-575-84878-6 | 2018年6月14日  | EAN 471-801-602-986-6  |
| 4    | 2017年5月12日  | ISBN 978-4-575-84968-4 | 2018年8月20日  | ISBN 978-986-356-526-0 |
| 5    | 2017年10月12日 | ISBN 978-4-575-85041-3 | 2019年1月19日  | ISBN 978-986-356-767-7 |
| 6    | 2018年2月10日  | ISBN 978-4-575-85114-4 | 2019年8月1日   | ISBN 978-986-512-005-4 |
| 7    | 2018年8月9日   | ISBN 978-4-575-85196-0 | 2019年10月21日 | ISBN 978-986-512-075-7 |
| 8    | 2018年12月12日 | ISBN 978-4-575-85251-6 | 2019年12月19日 | ISBN 978-986-512-154-9 |
| 9    | 2019年6月12日  | ISBN 978-4-575-85315-5 | 2020年3月18日  | ISBN 978-986-512-249-2 |
| 10   | 2019年10月11日 | ISBN 978-4-575-85358-2 |                |                        |
| 11   | 2020年3月12日  | ISBN 978-4-575-85425-1 |                |                        |
| 12   | 2020年11月12日 | ISBN 978-4-575-85509-8 |                |                        |
| 13   | 2021年5月12日  | ISBN 978-4-575-85576-0 |                |                        |
| 14   | 2021年12月9日  | ISBN 978-4-575-85663-7 |                |                        |
| 15   | 2022年6月9日   | ISBN 978-4-575-85723-8 |                |                        |
| 16   | 2022年12月12日 | ISBN 978-4-575-85789-4 |                |                        |
| 17   | 2023年6月12日  | ISBN 978-4-575-85853-2 |                |                        |
| 18   | 2023年12月12日 | ISBN 978-4-575-85919-5 |                |                        |
| 19   | 2024年6月12日  | ISBN 978-4-575-85977-5 |                |                        |
| 20   | 2024年12月12日 | ISBN 978-4-575-86034-4 |                |                        |
| 21   | 2025年6月12日  | ISBN 978-4-575-86103-7 |                |                        |

## 電視動畫
2017年7月3日宣布製作電視動畫的消息，2018年1月至3月在TBS、BS-TBS等台首播。
還有，在電視動畫播出之前的2017年12月24日，於三麗鷗彩虹樂園內的發現劇場舉辦第1話的試映會及參演聲優的脫口秀活動。

### 製作人員
- 原作：空木翔（comico）[2]
- 導演：[24][2]
- 製作人：那須田淳（日语：那須田淳）[2]
- 劇本統籌：赤尾凸[24][2]
- 人物設定：岸田隆宏[24][2]
- 總作畫監督：桂憲一郎（日语：桂憲一郎）、酒井秀基、福永智子
- 道具設定：齊藤惠
- CGI製作人：生原雄次
- 美術設定：藤瀨智康
- 美術監督：市倉敬
- 色彩設計：小松櫻
- 攝影監督：東鄉香澄
- 剪輯：武宮睦美
- 音響監督：龜山俊樹
- 音樂：MAYUKO（日语：ゆうまお）、末廣健一郎
- 音樂製作：ONE MUSIC（日语：ワンミュージック）
- 錄音：內田誠
- 音響效果：倉橋裕宗
- 音響製作：groove
- 動畫製作：8bit[24][2]
- 協力製作：Crunchyroll SC Anime Fund、日音、8bit、EXIT TUNES
- 製作：小木乃伊到我家製作委員會、TBS

### 主題曲
片頭曲「（中文：神奇的旅程將會繼續）」
作詞、作曲、編曲：久下真音，主唱：
片尾曲「（中文：羅塞塔石碑）」
作詞、作曲：志倉千代丸，編曲：悠木真一，主唱：

### 各話列表
| 話數   | 日文標題 | 中文標題 | 香港標題                                | 劇本     | 分鏡              | 演出         | 作畫監督                                                 | 過場插圖          | 片尾插圖 |
| ------ | -------- | -------- | --------------------------------------- | -------- | ----------------- | ------------ | -------------------------------------------------------- | ----------------- | -------- |
| 第1話  |          |          | 白白的圓圓的小小的 雖然愛哭，卻非常努力 | 赤尾凸   |                   | 中山敦史     | 小倉典子、朱原 酒井秀基、小島彰                          | 空木翔 （comico） | 三麗鷗   |
| 第2話  |          |          | 被欺負被追趕 身型細小是很辛苦的         | 赤尾凸   | 吉田泰三          | 登坂晉       | 小菅和久、山本真理子 瀧原晶子、米澤優                    | 空木翔 （comico） | 三麗鷗   |
| 第3話  |          |          | 重視的人患了感冒是很擔憂的              | 赤尾凸   | 寺西克己          | 名和宗則     | 小島彰、中島美子 八木澤修平                              | 空木翔 （comico） | 三麗鷗   |
| 第4話  |          |          | 一個人玩不了捉迷藏，一起玩吧            | 清水惠   | 小寺勝之          | 森義博       | 山內則康、梶浦紳一郎 木下由美子                          | 空木翔 （comico） | 三麗鷗   |
| 第5話  |          |          | 溫柔的心情 讓人，不會害怕               | 橫谷昌宏 | 吉田泰三          | 井之川慎太郎 | 塚本步、村長由紀 猿渡聖加                                | 空木翔 （comico） | 三麗鷗   |
| 第6話  |          |          | 不用太心急，一點點地長大吧              | 橫谷昌宏 | 村山公輔          | 中山敦史     | 森悅史、吉岡敏幸 飯飼一幸、平馬浩司 吉田和香子           | 空木翔 （comico） | 三麗鷗   |
| 第7話  |          |          | 做噩夢也不會被嚇壞，不要緊              | 赤尾凸   | 登坂晉            | 登坂晉       | 星野真澄、吉田和香子 森悅史、松岡秀明 櫻井拓郎           | 空木翔 （comico） | 三麗鷗   |
| 第8話  |          |          | 新的地方，不可思議的地方 不可思議的朋友 | 清水惠   | 高岡淳一          | 尋田耕輔     | 石田可奈、小島彰 櫻井拓郎、瀧原晶子 中島美子、八木澤修平 | 空木翔 （comico） | 三麗鷗   |
| 第9話  |          |          | 溫柔的手 溫暖的手                       | 橫谷昌宏 | 小寺勝之          | 關曉子       | 池內直子、森亞彌子                                       | 空木翔 （comico） | 三麗鷗   |
| 第10話 |          |          |                                         | 市場絲   | 渡邊慎一          | 森義博       | 梶浦信一郎、山內則康 猿渡聖加                            | 空木翔 （comico） | 三麗鷗   |
| 第11話 |          |          | 因為想永遠在一起                        | 赤尾凸   | 小島正士          | 登坂晋       | 山本真理子、森悅史 村長由紀、望月俊平 櫻井拓郎           | 空木翔 （comico） | 三麗鷗   |
| 第12話 |          |          |                                         | 赤尾凸   | 寺東克己 吉田泰三 |              | 小倉典子、八木澤修平 小島彰、瀧原晶子 朱原、中島美子     | 空木翔 （comico） | 三麗鷗   |

### 播放電視台
日本深夜動畫：下文記載的日本国内播放時間使用日本標準時間（UTC+9）表示。因為部分時間标识會採用30小时制，因此請留意这类超过24:00的时间，其實際播放時間為翌日清晨。
| 播放日期               | 播放時間（UTC+9）         | 播放電視台 | 播放地區   | 備註              |
| ---------------------- | ------------------------- | ---------- | ---------- | ----------------- |
| 2018年1月11日－3月29日 | 星期四 25時58分－26時28分 | TBS電視台  | 關東廣域圈 | 製作局／字幕播放  |
| 2018年1月13日－3月31日 | 星期六 25時00分－25時30分 | BS-TBS     | 日本全國   | BS衛星頻道        |
| 2018年1月14日－4月1日  | 星期日 25時00分－25時30分 | TBS頻道1台 | 日本全域   | CS衛星頻道 有重播 |
| 2018年1月25日－4月12日 | 星期四 24時56分－25時26分 | 愛電視台   | 愛媛縣     |                   |

| 翡翠台 星期日 10:30－11:00 節目     | 翡翠台 星期日 10:30－11:00 節目                                      | 翡翠台 星期日 10:30－11:00 節目           |
| ----------------------------------- | -------------------------------------------------------------------- | ----------------------------------------- |
|                                     | Kawaii木乃伊 （2019年6月9日－8月25日）                               |                                           |
| 四月是你的謊言                      | LET'S CAMP! 露營少女 （2019年9月1日－11月24日）                      |                                           |
| 翡翠台 星期六、日 17:30－18:00 節目 |                                                                      |                                           |
| 重播                                | Kawaii木乃伊 重播（內容有部分刪減） （2020年11月22日－2021年1月2日） | 櫻桃小丸子 （2021年1月3日－2022年1月1日） |

### DVD
| 卷數 | 發售日期      | 收錄話         | 規格編號 | 小袋   |
| ---- | ------------- | -------------- | -------- | ------ |
| 1    | 2018年3月21日 | 第1話～第3話   | QWBE-7   | 小伊   |
| 2    | 2018年4月18日 | 第4話～第6話   | QWBE-8   | 可尼   |
| 3    | 2018年5月16日 | 第7話～第9話   | QWBE-9   | 阿勇   |
| 4    | 2018年6月20日 | 第10話～第12話 | QWBE-10  | 胖嘟嘟 |

## 合作活動
2016年9月19日起，和三麗鷗的角色布丁狗合作，曾在網路線上發表全8回的漫畫。還有在2017年4月6日，由寶島社發行雜誌書「小木乃伊到我家×布丁狗 SPECIAL BOOK」，電視動畫中偶爾會也會發現一些布丁狗的彩蛋。

## 手機遊戲
2019年2月15日宣布預計在2019年的春天，將推出方塊益智類型為內容的智慧型手機社群遊戲。
目前已經開放可在遊戲官方網頁展開事前登錄，並推出LINE貼圖系列『LINE POP （页面存档备份，存于）』。全部由NHN PixelCube開發擔當。
遊戲將於2021年2月28日停止營運。

## 外部連結
- 小木乃伊到我家｜空木翔 - comico漫畫官網 （页面存档备份，存于） （日語）
- 電視動畫「小木乃伊到我家」公式官網｜TBS電視台 （页面存档备份，存于） （日語）
- [comico初のゲーム化！パズルゲーム「ミイラの飼い方」] 错误：{{Lang}}：无效参数：|3=（帮助） （页面存档备份，存于） （日語）—手機遊戲版官方網站。
- 「小木乃伊到我家」官方的X（前Twitter） （日語）
  - 作者空木翔的X（前Twitter） （日語）
- 「小木乃伊到我家」手機遊戲官方的X（前Twitter） （日語）
- 「小木乃伊到我家」官方的Instagram帳戶 （日語）
- 小木乃伊到我家（漫畫）在動畫新聞網百科全書中的資料（英文） （英文）
- 「小木乃伊到我家」非官方粉絲專頁的Facebook專頁 （中文）